# 培养箱

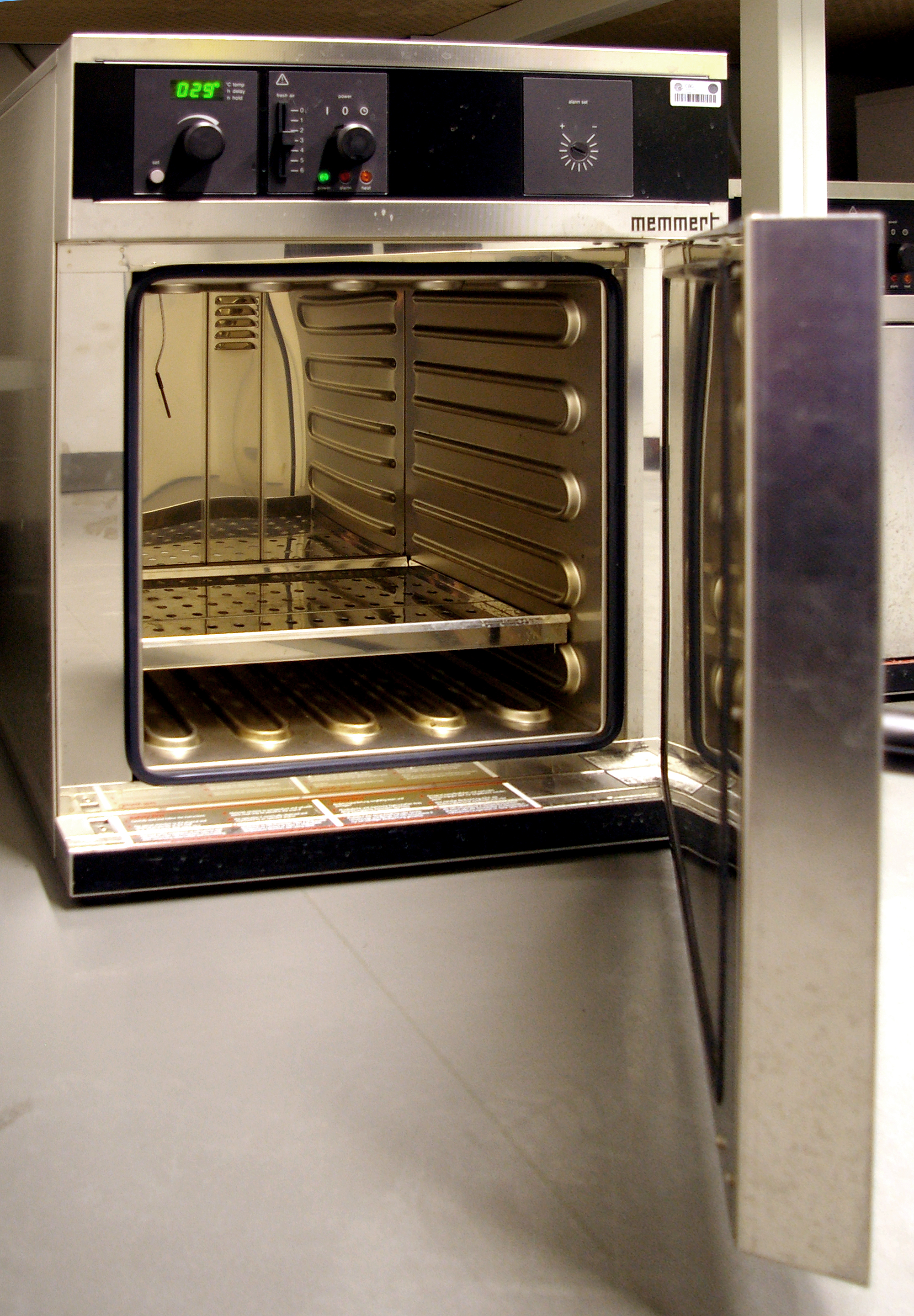
微生物培養箱

培養箱（英語：incubators）是一種用於微生物、細菌、細胞培養的醫學及生物實驗室設備，由一個類似恆溫箱組成，形成一個微生物、細菌、細胞培養的環境。培養箱分為較多種類。

## 原理
利用培養箱內溫度、濕度的環境來繁殖生長微生物、細菌、細胞。